# Hunt Stromberg
Hunt Stromberg (* 12. Juli 1894 in Louisville, Kentucky, USA; † 23. August 1968 in Santa Monica, Kalifornien, USA) war ein US-amerikanischer Filmproduzent.

## Leben
Bevor Hunt Stromberg ins Filmgeschäft einstieg, arbeitete er als Reporter für die St. Louis Times. Anfang der 1920er Jahre begann er mit seiner eigenen Produktionsgesellschaft leichte Komödien zu produzieren. In seinen Kurzfilmen trat besonders der Ex-Wrestler Bull Montana, ein geborener Italiener mit dem Realnamen Luigi Montagna, in Erscheinung. Bei einigen dieser Filme führte Stromberg auch Regie.
Ab 1925 wandte sich Stromberg auch ernsteren Filmthemen zu. Western und Dramen gehörten nun auch zu seinem Repertoire, wobei er sich zunehmend den abendfüllenden Filmen widmete. 1928 entstand der Film Weiße Schatten, bei dem er erstmals mit dem Regisseur W. S. Van Dyke zusammenarbeitete. Stromberg produzierte später vier der fünf Teile seiner Dünner Mann-Krimireihe mit William Powell und Myrna Loy. Bei der Produktion von Weiße Schatten wurde Stromberg von der MGM unterstützt, für die er dann als Produzent tätig wurde.
Bei MGM feierte Stromberg seine größten Erfolge. Für Der große Ziegfeld nahm er 1937 der Oscar für den besten Film entgegen. Zu dieser Zeit gehörte er zu den zehn bestbezahlten Amerikanern. Als Irving Thalberg 1936 starb und Louis B. Mayer den Vorsitz der Gesellschaft übernahm, gingen die Erfolge Strombergs zurück. Mitte der 1940er verließ er die MGM, weil Mayer keine unabhängigen Produzenten unterstützen wollte. Strombergs Wechsel zur United Artists war jedoch nicht von Erfolg gekrönt. Seine weiteren Filme konnten nicht mehr an die Erfolge seiner Zeit bei MGM anschließen, was mit der Budgetbeschränkung zusammenhängt, unter der er bei MGM nie zu leiden hatte.
Trotz des ausbleibenden Erfolges war Stromberg ein reicher Mann. Durch Investitionen in Rennstrecken in Hollywood und Santa Anita verdiente er auch außerhalb der Filmbranche sehr viel Geld. Als 1951 seine Ehefrau Katherine starb, zog Hunt Stromberg sich vom Filmgeschäft zurück.

## Filmografie (Auswahl)
- 1922: A Ladies Man
- 1922: Boy Crazy
- 1928: Weiße Schatten (White Shadows in the South Seas)
- 1929: Die Brücke von San Luis Rey (The Bridge of San Luis Rey)
- 1929: Der weiße Tiger (Where East Is East)
- 1929: Lokomotive 2329 (Thunder)
- 1929: Moderne Mädchen (Our Modern Maidens)
- 1929: Unsichtbare Fesseln (The Single Standard)
- 1931: Herz am Scheideweg (The Easiest Way)
- 1931: Schuldige Hände (Guilty Hands)
- 1932: Der letzte Schritt (Letty Lynton)
- 1932: Dschungel im Sturm (Red Dust)
- 1933: Verbrecher im Frack (Penthouse)
- 1933: Sexbombe (Bombshell)
- 1933: Der Boxer und die Lady (The Prizefighter and the Lady)
- 1933: Eskimo
- 1934: Der dünne Mann (The Thin Man)
- 1934: Die Schatzinsel (Treasure Island)
- 1934: Gauner auf Urlaub (Hide-Out)
- 1934: In goldenen Ketten (Chained)
- 1934: Der bunte Schleier (The Painted Veil)
- 1935: Stürme der Jugend (Ah, Wilderness!)
- 1936: Rose-Marie
- 1936: Seine Sekretärin (Wife vs. Secretary)
- 1936: Der große Ziegfeld (The Great Ziegfeld)
- 1936: Kleinstadtmädel (Small Town Girl)
- 1936: Dünner Mann, 2. Fall (After the Thin Man)
- 1937: Maienzeit (Maytime)
- 1937: Night Must Fall
- 1937: Tarantella (The Firefly)
- 1938: Singende Herzen (Sweethearts)
- 1938: Marie-Antoinette
- 1939: Idiot’s Delight
- 1939: Die Frauen (The Women)
- 1939: Dünner Mann, 3. Fall (Another Thin Man)
- 1940: Nordwest-Passage (Northwest Passage)
- 1940: Susan und der liebe Gott (Susan and God)
- 1940: Stolz und Vorurteil (Pride and Prejudice)
- 1941: Fluchtweg unbekannt (They Met in Bombay)
- 1941: Der Schatten des dünnen Mannes (Shadow of the Thin Man)
- 1943: Lady of Burlesque
- 1944: Guest in the House
- 1945: Bezaubernd aber gefährlich (Delightfully Dangerous)
- 1947: Frau ohne Moral (Dishonored Lady)
- 1947: Angelockt (Lured)
- 1949: Der blonde Tiger (Too Late for Tears)
- 1950: Zwischen Mitternacht und Morgen (Between Midnight and Dawn)
- 1951: Der Rächer von Casamare (Mask of the Avenger)